# 프리처이 페렌츠

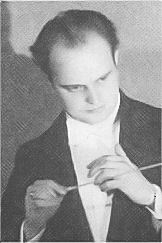
프리처이 페렌츠

프리처이 페렌츠(헝가리어: Fricsay Ferenc, 1914년 8월 9일 ~ 1963년 2월 20일)는 헝가리의 지휘자이다. 1960년부터 죽을 때까지 그는 오스트리아 시민이었다.
프리처이는 부다페스트에서 태어나 버르토크 벨러, 코다이 졸탄, 도흐나니 에르뇌, 베이네르 레오에게 음악을 배웠다. 부다페스트 음악원에서 이들 교수진 및 기타 교수진과 함께 피아노, 바이올린, 클라리넷, 트롬본, 타악기, 작곡 및 지휘를 공부했다. 프리처이는 15세에 지휘자로 처음 등장했다.
1933년부터 1943년까지 그는 헝가리에서 세 번째로 큰 도시인 세게드의 필하모닉 오케스트라의 음악 감독을 지냈다. 그는 또한 1933년부터 군악대의 감독을 역임했다. 1942년 그는 유대인 음악가를 고용하고 "유대인의 혈통"을 가졌다는 이유로 미클로스 호르티 정부로부터 군법회에 올랐다. 1944년 나치가 헝가리를 점령했을 때 세게드 일간지의 편집장은 게슈타포가 그를 체포할 계획이라고 프리처이에게 경고했다.
1945년에 비밀 사절단은 그에게 부다페스트 메트로폴리탄 오케스트라(이후 부다페스트 필하모닉 오케스트라)의 공동 지휘를 제안했다. 그는 또한 부다페스트 오페라의 상임 지휘자가 되었다. 그는 고트프리트 폰 아이넴 (1947년 "Danton's Tod")과 프랑크 마르탱 (1948년 "Zaubertrank")의 오페라를 잘츠부르크에서 세계 초연하는 것을 포함하여 1940년대 후반 비엔나 폭오퍼와 잘츠부르크 페스티벌에서 오페라를 지휘했다. 이 국제 무대에서 프리처이의 작업에 대한 열광적인 반응은 1949년부터 1952년까지 베를린 RIAS 심포니 오케스트라의 상임 지휘자와 베를린 도이치 오페라 총감독으로 임명되어 당시 베스텐스 극장에서 공연했다. 1950년 에든버러 축제에서 영국 데뷔를 했다. 1951년 그는 이탈리아와 암스테르담 콘세르트헤바우 관현악단와 함께 데뷔했다. 1953년 그는 파리, 밀라노, 루체른, 미국에서 데뷔했으며 보스턴 교향악단과 샌프란시스코 교향악단을 지휘했다. 1954년 휴스턴 교향악단의 음악 감독으로 임명되었지만 "음악 정책에 대한 의견 불일치"로 시즌 중반에 사임했다. 진정한 이유는 미국 세금 정책과 관련이 있다. 그는 국세법에 따라 미국에서 6개월 이상 거주하는 한 전 세계에서 벌어들인 소득을 미국 세금 신고서에 신고해야 한다는 사실을 알게 되었다. 휴스턴 심포니와의 계약으로 인해 수입이 미국에서 금지된 세율의 대상이 되었을 것이다. 그는 이 문제를 알게 되었을 때 갑자기 휴스턴을 떠나 스위스로 향했다. 1954년 이스라엘 필하모닉으로 데뷔했다. 그는 1950년대부터 바이에른 국립오페라단 의 음악감독(1956-1958)과 RIAS 심포니 오케스트라, 베를린 도이치 오페라, 베를린 필하모니 관현악단 지휘자로 많은 시간을 독일에서 보냈다. 또한 1956년에는 뮌헨 궁정 오페라 의 총 음악 감독으로 임명되어 1958년까지 재직했다.
프리처이는 1961년 12월 7일 그의 마지막 콘서트를 런던에서 했다. 그는 평생 동안 반복되는 질병에 시달렸고 마침내 1963년 2월 20일 스위스 바젤에서 48세의 나이에 위암으로 사망했다.

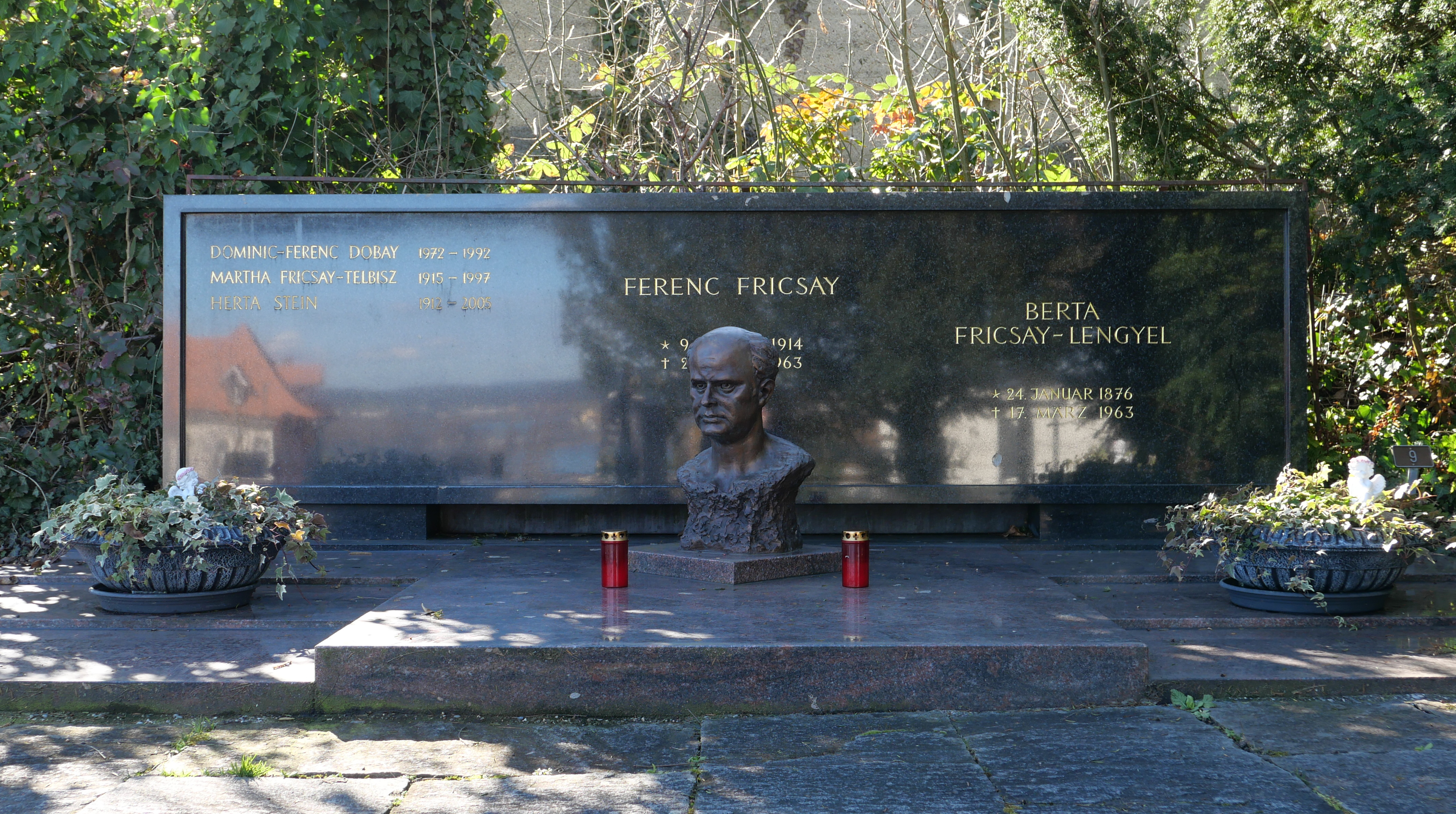
프릭세이 흉상과 콘스탄스 호수가 묘비에 반영된 2024년의 무덤.

Fricsay는 가족이 1952년에 정착한 스위스 Thurgau 주에 있는 Ermatingen 묘지에서 그의 마지막 안식처를 찾았다. 그의 어머니 Berta, née Lengyel(1876-1963)은 Fricsay가 있은 지 한 달도 채 안 되어 사망하여 같은 묘지에 묻혔다. 무덤. 그의 손자 Dominic-Ferenc Dobay(1972-1992), 그의 첫 아내 Martha Fricsay-Telbisz(1915-1997), Herta Stein(1912-2005)도 같은 장소에 묻혔다. 2015년에 이 무덤은 시에서 해산으로부터 보호되는 기념물로 지정되었다.